# Negozio online
L'espressione negozio online (o negozio in rete, negozio virtuale, più raramente con le espressioni inglesi webshop, online shop e online store) si riferisce ad una forma di commercio elettronico nella quale il mezzo di realizzazione dell'acquisto è il sito web, e in cui la transazione economica si svolge, appunto, interamente via internet.
L'accostamento del termine "negozio" a questo tipo di commercio elettronico intende evocare l'analogia tra l'acquisto di prodotti e servizi in rete e la spesa "fisica", effettuata in un negozio tradizionale o in un centro commerciale. Benché il riferimento richiami principalmente il concetto di vendita al dettaglio, un negozio virtuale può tranquillamente rivolgersi al commercio interaziendale (detto anche business to business).

## Storia
Nel 1994, a soli tre anni dall'apertura di internet alle attività commerciali, Pizza Hut aprì il suo primo negozio in linea. Nello stesso anno, Netscape introdusse la crittatura SSL per il trasferimento dei dati in rete, divenuta essenziale per gli acquisti online. Sempre nel  1994 la compagnia tedesca Intershop introdusse il suo primo sistema di acquisti in linea, seguita nel 1995 dal lancio del sito di Amazon e nel 1996 dalla nascita di eBay.

## Clientela
Negli ultimi anni gli acquisti in rete sono incrementati notevolmente. Per effettuare un acquisto in linea è necessario avere accesso a un computer, nonché possedere una carta di credito o di debito. Un ruolo importante nel cambiamento delle attitudini dei consumatori è stato giocato dalla progressiva evoluzione tecnologica, poiché è stato provato che un'aumentata esposizione all'uso quotidiano di tecnologie incrementa le probabilità di sviluppare un atteggiamento favorevole ai nuovi canali di acquisto.

## Logistica e consegna
I consumatori trovano il prodotto cercato visitando direttamente il sito web del negozio o della catena di interesse, oppure usando i numerosi servizi di comparazione prezzi offerti in rete.
Buona parte dei venditori in linea offrono ai clienti un servizio di carrello della spesa virtuale che, analogamente al suo omologo reale, permette loro di accumulare oggetti e variare le quantità, come durante la spesa in un negozio tradizionale. Segue un processo di controllo, nel quale sono richieste le informazioni per il pagamento e la consegna dell'acquisto. Alcuni negozi permettono ai clienti di aprire un account in linea permanente, velocizzando così le operazioni di pagamento e di consegna. La procedura di acquisto prevede, spesso, una conferma via posta elettronica della avvenuta transazione.
La consegna del prodotto, invece, si differenzia a seconda delle caratteristiche dello stesso: 
- In linea, se in formato elettronico. Per esempio canzoni in formato MP3, programmi, videogiochi, applicazioni (quali le app dell'IPhone o per Android) e altri (spesso questi negozi online fanno parte degli store alternativi);
- Trasporto fisico negli altri casi. I negozi in linea si rivolgono generalmente a corrieri espressi (es. FedEx, UPS, TNT, ecc.) in base al mercato da servire e alla velocità di consegna garantita ai clienti.

Esistono tipi identificabili con una singola categoria e tipi ibridi.

## Servizi collegati
Alcuni negozi on-line forniscono, anche alcuni servizi collegati di carattere avanzato. I venditori di capi di abbigliamento ed accessori possono essere dotati di camerini virtuali dove il cliente può caricare la propria immagine per provare in modo molto realistico l'effetto di un vestito o di un accessorio.